# Vstup Estonska do Evropské unie

Estonsko na mapě členů Evropské unie před rokem 2004

K vstupu Estonska do Evropské unie došlo dne 1. května 2004. Šlo o dosud největší rozšíření Evropské unie, kdy k ní přistoupilo též Česko, Kypr, Litva, Lotyšsko, Maďarsko, Malta, Polsko, Slovensko a Slovinsko.
Vstupu Estonska do EU předcházelo referendum, v kterém se 64,1 % obyvatel vyslovilo 66,8% většinou pro vstup.
1. ledna 2011 vstoupilo Estonsko do Eurozóny.